# Why Wait (canción de Shakira)
«Años Luz» —versión en inglés: «Why Wait»— es una canción interpretada por la cantautora colombiana Shakira, incluida en su octavo álbum de estudio Loba (2009). Pharrell Williams y la cantante la compusieron, mientras que Williams y Chad Hugo, bajo su seudónimo The Neptunes, la produjeron. La pista pertenece al género musical electropop y contiene elementos de world music. 
La letra hace alarde a una relación sexual. «Why Wait» se filtró meses antes del lanzamiento de Loba y se especuló como un sencillo del álbum, sin embargo esto último no sucedió. La canción recibió reseñas positivas por parte de los críticos contemporáneos. Shakira interpretó «Why Wait» durante su gira mundial Sale el Sol World Tour (2010-11).

## Antecedentes y producción
Tras el éxito de sus álbumes de estudio Fijación oral vol. 1 y Oral Fixation vol. 2 (2005), Shakira se embarcó en la gira mundial Tour Fijación Oral (2006-07). La cantante ganó más de USD $100 millones durante todas las presentaciones. En el 2008, Shakira firmó un acuerdo de 10 años con la compañía promotora de conciertos Live Nation. Tras eso, Shakira comenzó a componer nuevas canciones para su entonces octavo álbum de estudio. Ella y Amanda Ghost, presidenta de Epic Records, quisieron que el álbum tuviera un diverso grupo de productores para colaborar en las pistas. Uno de ellos fue Pharrell Williams, parte del dúo de productores The Neptunes, quien coescribió con Shakira cuatro de los temas en el álbum, incluyendo «Why Wait». Shakira dijo más tarde que su colaboración con Williams le enseñó mucho, señalando: «Al colaborar siempre tratas de capturar algo de la otra persona y he aprendido mucho de su método». Asimismo, la cantante reveló que ella y Williams prepararon las pistas en cinco días, y comentó: «Lo interesante es que él es muy rápido e inmediato en el estudio y yo soy un poco más lenta». Ellos compusieron «Did It Again», «Long Time», «Why Wait» y «Good Stuff». Williams y Chad Hugo, bajo su seudónimo The Neptunes, produjeron esos cuatro temas. Junto con casi todas las canciones del álbum, Shakira grabó «Why Wait» en los Compass Point Studios ubicados en Nasáu, Bahamas. Los arreglos fueron realizados por la misma Shakira y la Miami Symphonic Strings, quien previamente había trabajado con la cantante en el álbum ¿Dónde están los ladrones? (1997). Alladin El Kashef y  Andrew Coleman se encargaron de ingeniería de sonido. Stephen Marcussen realizó la masterización, mientras que Dave Pensado realizó la mezcla. Coleman también hizo la edición. Jorge Drexler y Shakira realizaron la traducción en español de «Why Wait»; titulada «Años luz», también fue incluida en la edición estándar de Loba.
«Why Wait» se filtró en Internet en septiembre de 2009. Al principio se especuló que sería el segundo sencillo de Loba, sin embargo Sony Music, la compañía discográfica de Shakira en Latinoamérica, no comentó nada al respecto. Días después, se confirmó que el segundo sencillo internacional del álbum sería «Did It Again», mientras que «Give It Up to Me» se publicaría solo en los Estados Unidos y Canadá. «Why Wait» tampoco se lanzó como sencillo promocional, en su lugar se publicó «Good Stuff».

## Descripción y recepción

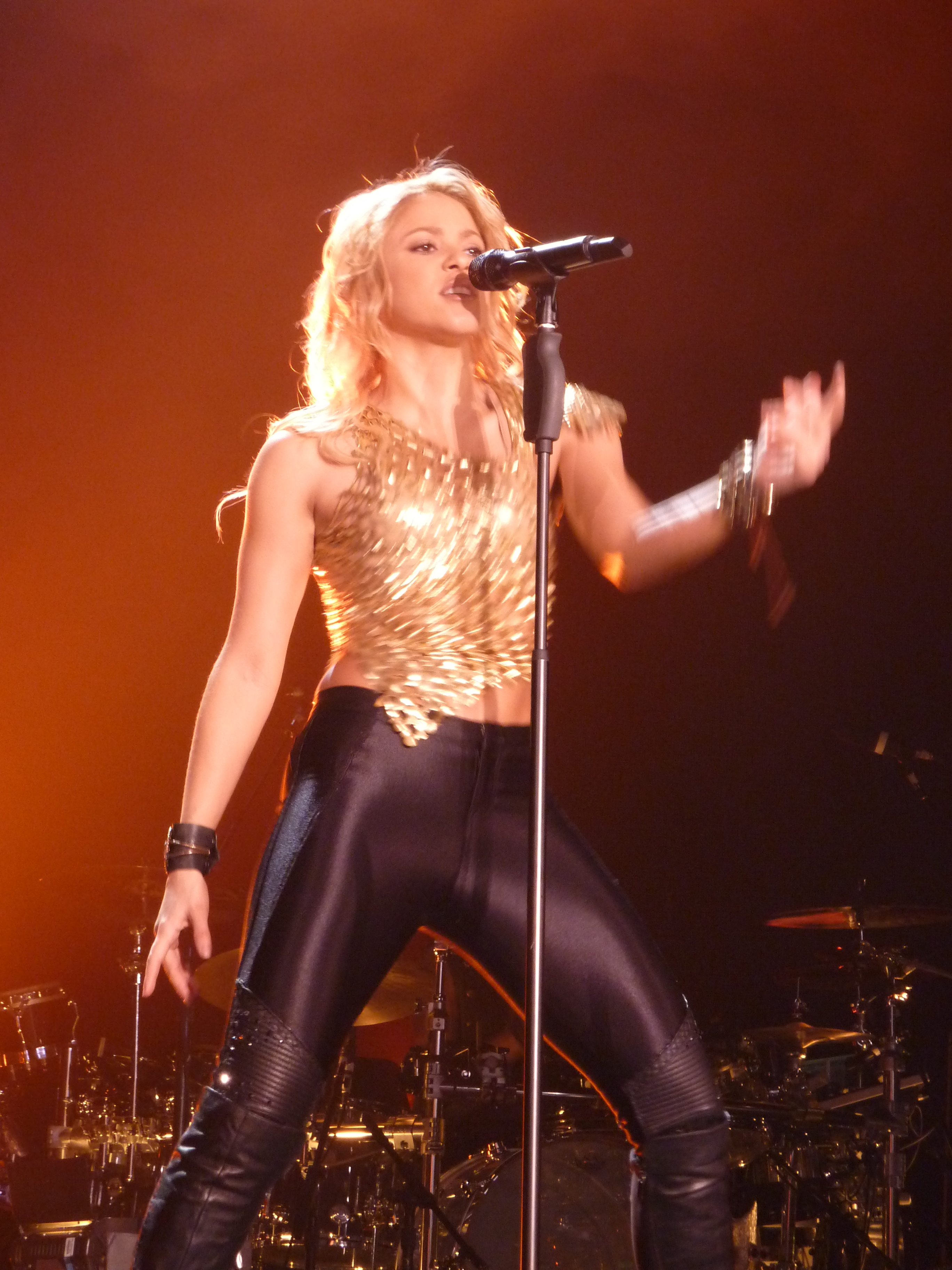
Shakira presentando «Why Wait» durante su gira Sale el Sol World Tour en 2010.

«Why Wait» es una canción mid-tempo electropop con elementos de world music y tiene una duración de 3:43 (tres minutos y cuarenta y tres segundos). Michael Cragg de musicOMH escribió que la canción tiene «ritmos estrepitosos». El tema contiene influencias de música árabe y electro-funk. En su instrumentación, «Why Wait» contiene un «sintetizador incesante marcado por una sección de cuerdas de Oriente Medio». Redactando para The Observer, Johnny Davis escribió la melodía como «pop de pista de baile». La letra de «Why Wait» hace alarde a una relación sexual. Cragg dijo que en la canción existe «una llamada exuberante a la habitación». En una línea, Shakira pregunta Why wait for later/ I'm not a waiter (en español: «¿Por qué esperar para más adelante?/ No soy una camarera»); Davis describió que en la frase se está «evocando la imagen improbable de Shakira de compensar el postre». Ben Ratliff de The New York Times escribió acerca de la letra; Ratliff exclamó que «continúa con sus desastres sutiles», pero que «no hay nada técnicamente malo».
Ayala Ben Yehuda de la revista Billboard comparó la música de la canción con la de «Kashmir» de Led Zeppelin. Simon Vozick-Levinson de Entertainment Weekly seleccionó a «Why Wait» como una pista destacada del álbum. Michael Cragg de musicOMH también la calificó como un tema sobresaliente en Loba, describiéndola como «un desglose fascinante». Sal Cinquemani de Slant Magazine la señaló como «un puñado de producciones de The Neptunes».

## Presentaciones en vivo
Shakira interpretó «Why Wait», junto con otros temas de Loba, durante un concierto celebrado por el lanzamiento del álbum en los Estados Unidos. Más tarde, la cantante la incluyó en el repertorio de su quinta gira de conciertos, Sale el Sol World Tour (2010-11). «Why Wait» era procedida de «Pienso en ti», una canción de Pies descalzos (1996). Durante la presentación, Shakira caminó entre la audiencia con un vestido fucsia con capucha, luego ella subió al escenario principal y cambió de vestuario a un top dorado y leggings ceñidos de color negro. Tras eso, ella comenzó a cantar una «versión heavy de guitarra» de «Why Wait».

## Créditos y personal
- Arreglos: Shakira, Miami Symphonic Strings
- Compositores: Shakira, Pharrell Williams
- Edición: Andrew Coleman
- Ingeniería de sonido: Alladin El Kashef, Andrew Coleman
- Masterización: Stephen Marcussen
- Mezcla: Dave Pensado
- Producción: The Neptunes

Adaptados a partir de las notas de álbum de Loba.